# Archkogl
Archkogl ist ein Ort im Ausseerland des Salzkammerguts in der Steiermark wie auch Ortschaft der Gemeinde Grundlsee im Bezirk Liezen.

## Geographie
Der Ort befindet sich 34 Kilometer westlich von Liezen, 3 km östlich von Bad Aussee, am Grundlsee am Westfuß des Türkenkogel (1580 m ü. A.), dem Vorberg des Toten Gebirges, der das äußere Grundlseer Tal nach Süden begrenzt. Die Gipfel direkt oberhalb sind die Zlaimkögel (1308 m ü. A.).
Die Rotte Archkogl liegt direkt südlich vom Ort Grundlsee linksufrig am Ausfluss der Grundlseer Traun aus dem Grundlsee, auf um die 740 m ü. A. Höhe. Sie zieht sich hinter eine Anhöhe am See, den Sattelkogel (ca. 780 m ü. A.). Die Ortslage umfasst etwa 80 Häuser.
Die Ortschaft Archkogl umfasst das ganze äußere Südufer des Grundlsees, mit an die 140 Adressen und etwa 240 Einwohnern. Dazu gehören auch die Rotte Zlaim südlich, Krongraben direkt am See, und die Rotte Mitterau und den Weiler Hinterau taleinwärts, wo dann die Nordflanke der Ressen (1303 m ü. A.) das Seeufer unpassierbar macht, sowie Teile von Au, das gutteils zu Bad Aussee gehört, an der Grundlseerstraße. Der Weißenbach am Westrand des Orts bildet die Gemeindegrenze.

Zum Ortschaftsgebiet gehören auch die Auermahd (1156 m ü. A.) am Sattel, der zwischen der Ressen und dem Türkenkogel-Nebengipfel Weißenbachkogel (1580 m ü. A.) hinüber an den hinteren See bei Wienern führt (Mittelstation der Materialseilbahn), sowie ostwärts die Grasbergalm am Grasberg (1626 m ü. A.), die Schlaipfenalm (Schleipfenalm, 1409 m ü. A.) auf dem Berg und die Schneckenalm (Schneggenalm, 1152 m ü. A.) schon an der obersten Salza beim Ödental.
| Mosern (O) ∗ Gut                                                  |                                             | Bräuhof (O) ∗ Grundlsee |
| Au (Gem. Grundlsee u. Bad Aussee) Gallhof (O, Gem. Bad Aussee) ∗∗ | Kompassrose, die auf Nachbargemeinden zeigt | Mitterau                |
|                                                                   |                                             | Zlaim ∗                 |

∗ Die Ortschaft Mosern zieht sich bis an den See; Bräuhof schliesst Ostwärts an.
∗∗ Die Ortschaft umfasst auch noch die Weißenbachalm im Süden; die Berggebiete im Südosten gehören zu Obersdorf, Gem. Bad Mitterndorf

## Geschichte und Infrastruktur

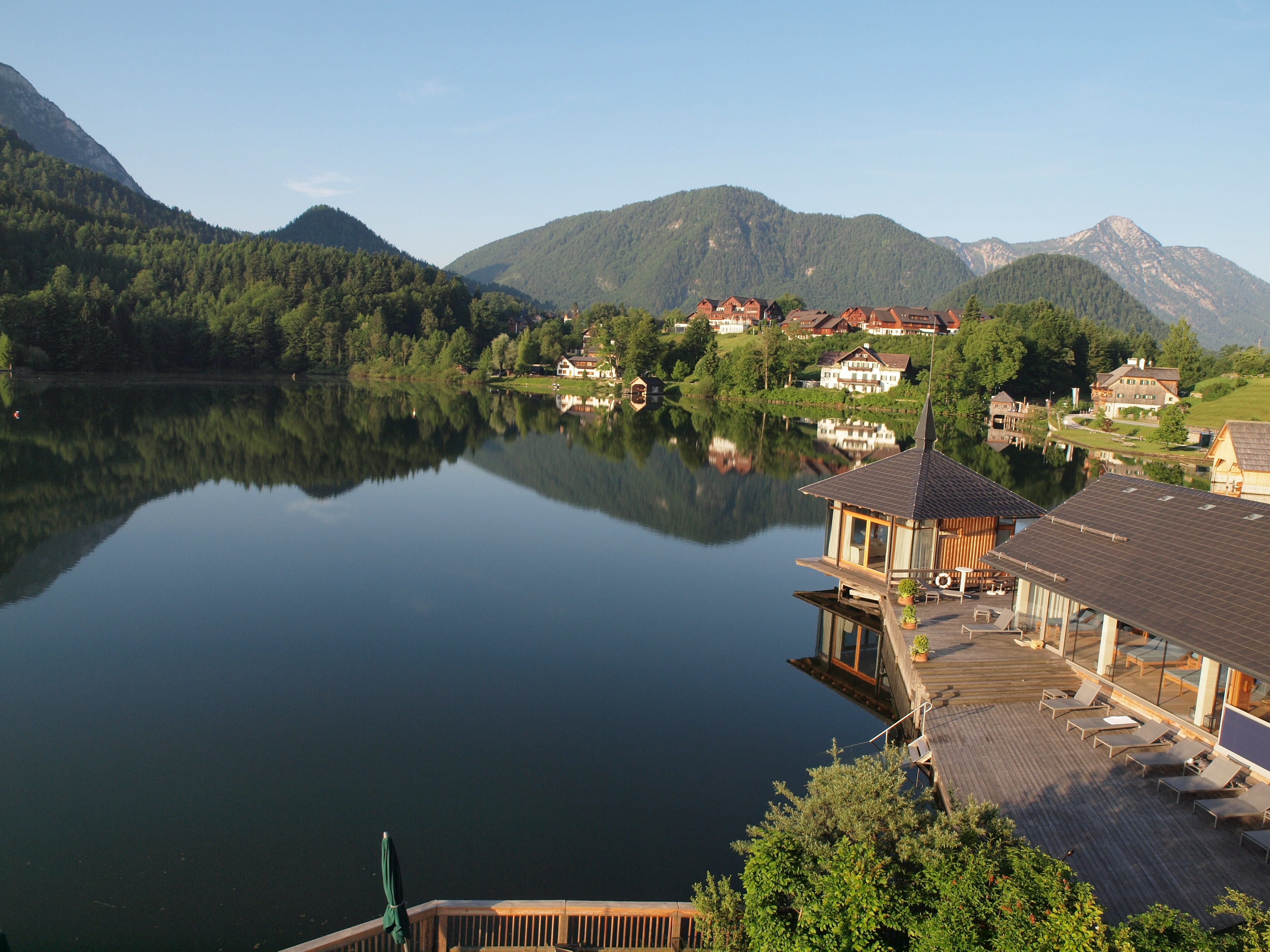
Die Seelagen von Archkogl, Blick talauswärts auf die Hohe Radling

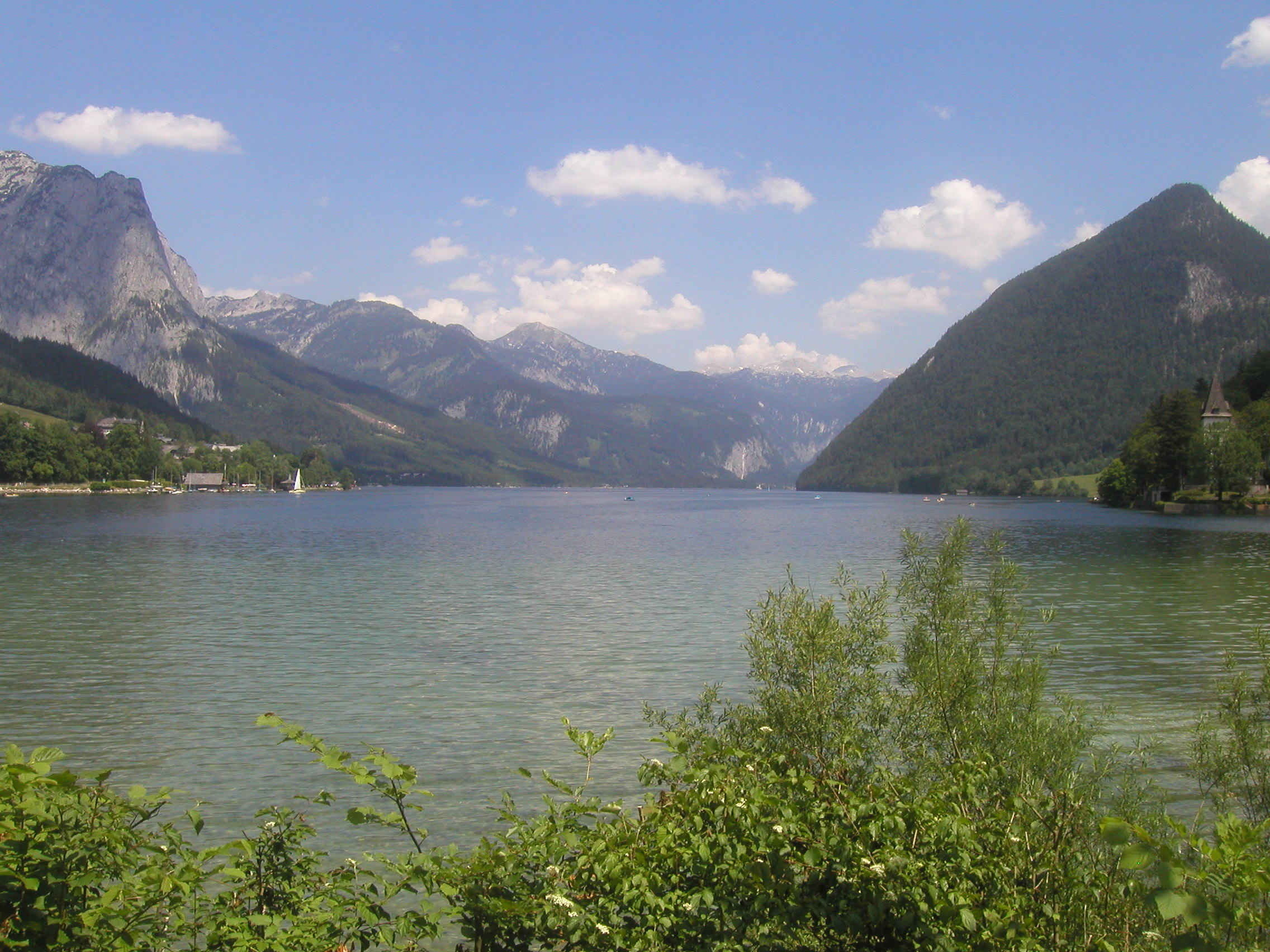
Blick taleinwärts ins Tote Gebirg, rechts die Ressen

Der Ort bestand schon Ende des 13. Jahrhunderts mit zwei Urhöfen, und ist 1568 mit 5 Häusern urkundlich. Bis Ende des 19. Jahrhunderts gab es hier erst um die 30 Häuser, die Ortsentwicklung setzte in der zweiten Hälfte des 20. Jahrhunderts ein. Schon in der Sommerfrischezeit entstanden aber erste bessere Feriendomizile:
- Das ehemalige Fischmeisterhaus wurde 1869 zur Villa Rebenburg[3] des Hans von Rebenburg,  hier war später Sigmund Freud mit Familie zu Gast.[4]
- 1875 wurde am See die Villa Grundlstein erbaut, dann Villa Castiglioni des Camillo Castiglioni, später Villa Jurie. Sie hat eine bedeutende Parkanlage (privat).[5]
- Die Villa Archkogl war ab 1820 die Villa Seeblick, ein Erholungsheim für geistige Arbeiter von Eugenie Schwarzwald, in der unter anderen bekannten Künstlern Oskar Kokoschka, Carl Zuckmayer, Jakob Wassermann oder Rudolf Serkin logierten (abgetragen, heute Seeblickhotel Grundlsee).[6]

Auch Konrad Mautner war hier ansässig.
Die Materialseilbahn Grundlsee zwischen dem Gipstagebau Wienern und dem Rigips-Werk Bad Aussee-Unterkainisch wurde 1951 errichtet. Bei Zlaim gibt es einen kleinen Schilift.
Archkogl liegt schon im umfangreichen Landschaftsschutzgebiet Dachstein-Salzkammergut (LSG 14a). Am Seewehr bei der Brücke der L703 Grundlseerstraße stehen zwei alte Winterlinden, eine mit einem Stammumfang von fast 3 Metern, die als Naturdenkmal ausgewiesen sind (NDM 341, 342, 2011).

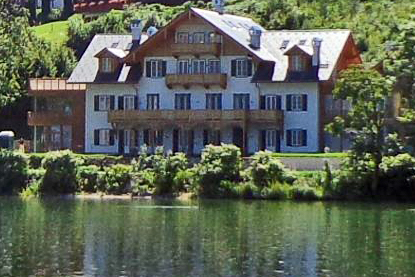
Villa Rebenburg am See
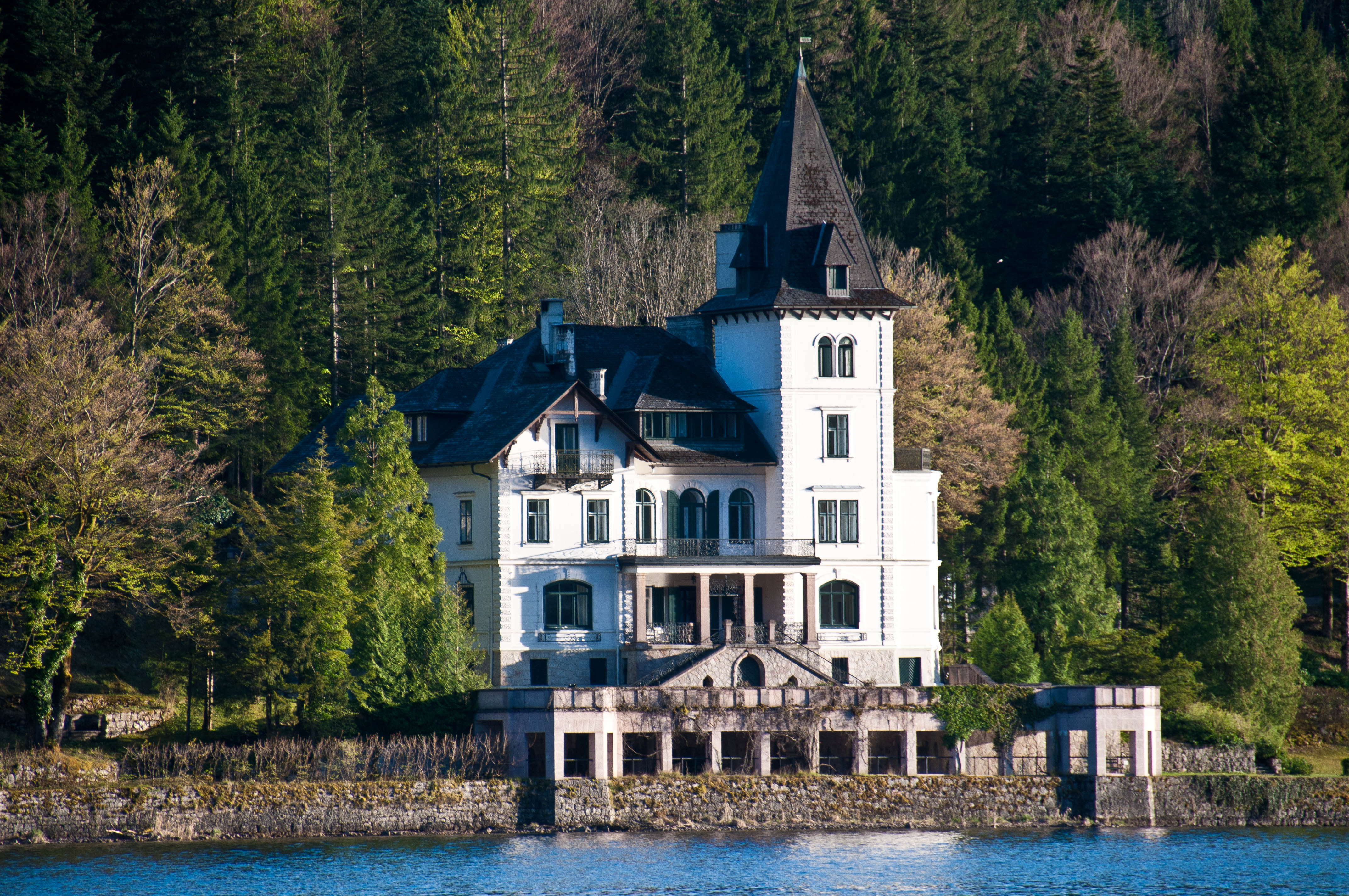
Villa Castiglioni
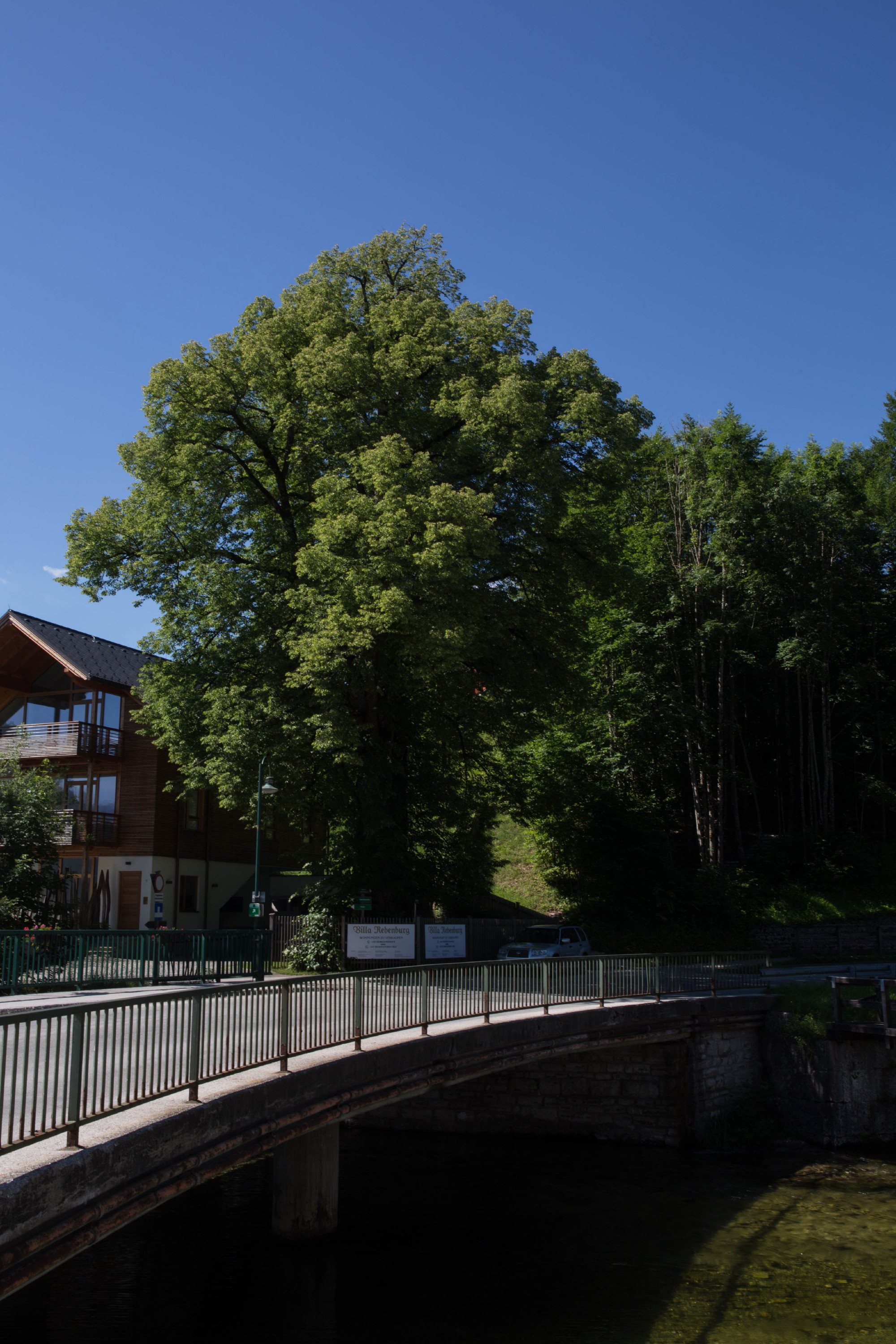
Winterlinden bei HNr. 16

## Nachweise
- 61215 – Grundlsee. Gemeindedaten der Statistik Austria

1. 1 2 3  Kurt Klein (Bearb.): Historisches Ortslexikon. Statistische Dokumentation zur Bevölkerungs- und Siedlungsgeschichte. Hrsg.: Vienna Institute of Demography [VID] d. Österreichische Akademie der Wissenschaften. Steiermark, Grundlsee: Archkogl, S. 49 (Onlinedokument, Erläuterungen. Suppl.; beide PDF – o.D. [aktual.]).
Spezielle Quellenangaben: ca. 1295: Angaben im Kammerhofmuseum Bad Aussee. (Stockurbar Pflindsberg 4/6). •
Urk. (1568): Karl Vocelka: Die Haus- und Hofnamen der Katastralgemeinden Altaussee, Grundlsee, Lupitsch, Obertressen, Reitern und Strassen im steirischen Salzkammergut. Diss. Univ. Wien 1970 (2 Bde., S. o.A.). •
1869 ff: Statistische Central-Commission/Österreichisches Statistisches Zentralamt/Statistik Austria (Hrsg.): Ortsverzeichnis. (Ergebnisse der Volkszählungen, ab 2011 Registerzählungen).
2. ↑  Georg Goeth: Das Herzogthum Steiermark: geographisch-statistisch-topographisch dargestellt und mit geschichtlichen Erläuterungen versehen. Band 3 (Judenburger Kreis), Verlag Heubner, 1843, Kapitel Steuergemeinde Grundlsee, S. 17 (Digitalisat, Google, vollständige Ansicht).
3. ↑  Soolbad Aussee in Steiermark als climatischer Curort und das dortige Sanatorium, nebst einem Fremdenführer für Aussee u. Umgebung. Band 31 von Braumüller's Bade-Bibliothek, Verlag Braumüller, 1870, S. 72 (Digitalisat, Google, vollständige Ansicht).
4. ↑  Monika Oberhammer: Sommervillen Im Salzkammergut: Die spezifische Sommerfrischenarchitektur des Salzkammergutes in der Zeit von 1830 bis 1918. Verlag Galerie Welz, 1983, ISBN 978-3-85349-098-3, S. 24.
5. ↑  Grundlsee Villenpark. In: Eva Berger: Historische Gärten Österreichs. Band 2, Böhlau Verlag Wien, 2003, ISBN 978-3-205-99477-0, S. 503 ff.
6. ↑  Hochzeitslocation_Grundlsee. (Memento des Originals vom 20. März 2018 im Internet Archive)  Info: Der Archivlink wurde automatisch eingesetzt und noch nicht geprüft. Bitte prüfe Original- und Archivlink gemäß Anleitung und entferne dann diesen Hinweis. seeblickhotel-grundlsee.at, abgerufen am 19. März 2018.
7. ↑  Johanna Palme: Sommerfrische des Geistes: Wissenschaftler im Ausseerland. Verlag Alpenpost, 1999, ISBN 978-3-9500359-6-4, S. 35. 
Michael Seifert: Berühmte Persönlichkeiten im Ausseerland: ausgewählte Lebensbilder. Verlag für Sammler, 2003, ISBN 978-3-85365-200-8, S. 100.
8. ↑  Skigebiet Zlaim - Grundlsee. bergfex.at.